# Grechetto

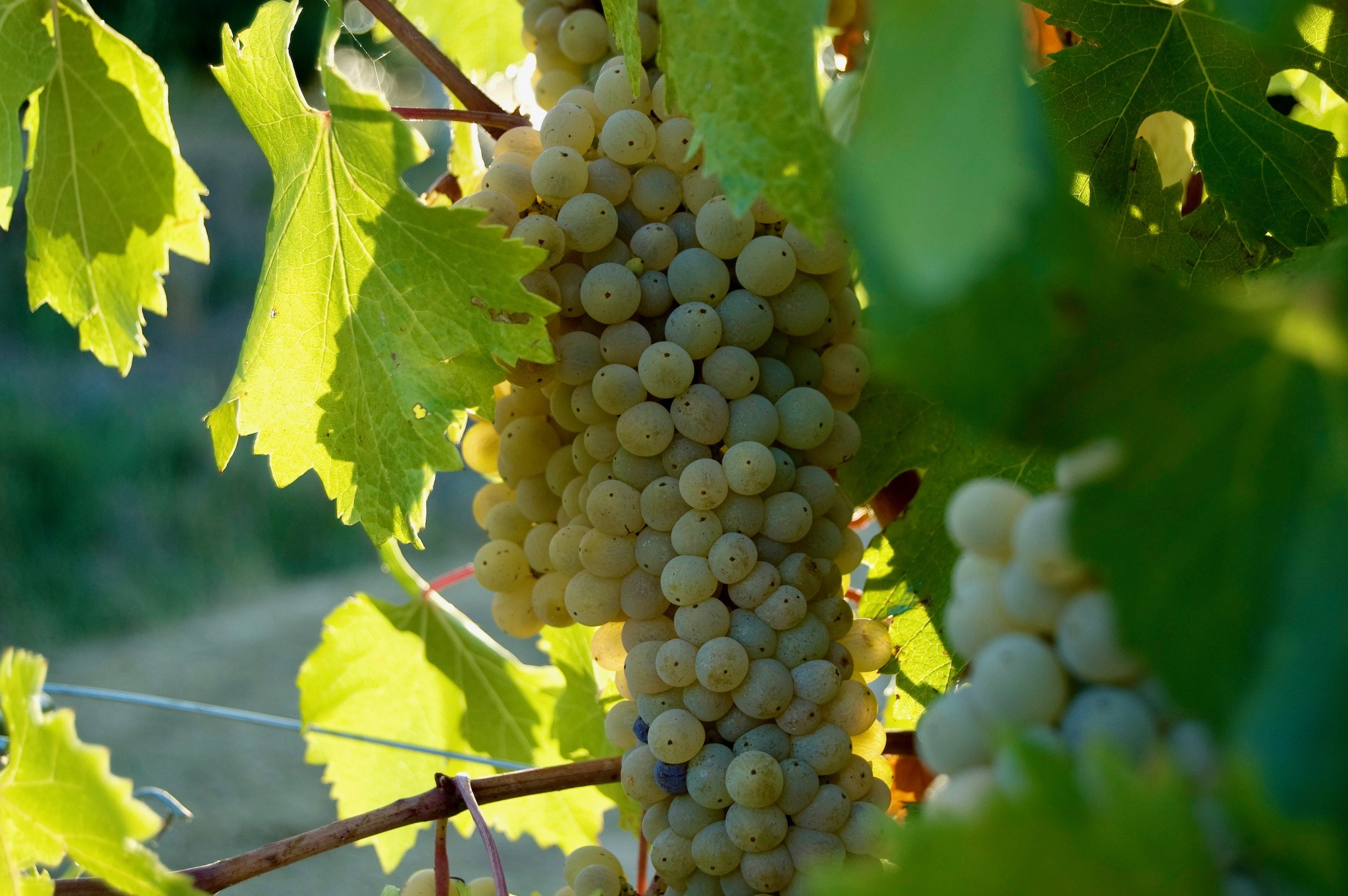

Grechetto är en italiensk vindruva med grekiskt ursprung. Druvan odlas i överallt i de centrala delarna av Italien, främst i regionen Umbrien,  där den används vid framställningen av DOC-vinet Orvieto. Druvan används främst i blandningar tillsammans med andra viner, men det produceras även en del viner med Grechetto som enda druvsort. Vanligen blandas druvan med Chardonnay, Malvasia, Trebbiano och Verdello. Grechetto har ett tjockt skal vilket gör den motståndskraftig mot bladmögel. Detta gör också druvan lämplig för produktion av Vin Santo.